# WTA Malaysian Open
WTA Malaysian Open – kobiecy turniej tenisowy kategorii WTA International Series zaliczany do cyklu WTA Tour. Rozgrywany na kortach twardych w Kuala Lumpur od 2010 roku. Od 2012 do 2016 roku sponsorem turnieju było BMW.

## Mecze finałowe

### gra pojedyncza
| Rok  | Zwyciężczyni       | Finalistka            | Wynik               |
| 2017 | Ashleigh Barty     | Nao Hibino            | 6:3, 6:2            |
| 2016 | Elina Switolina    | Eugenie Bouchard      | 6:7(5), 6:4, 7:5    |
| 2015 | Caroline Wozniacki | Alexandra Dulgheru    | 4:6, 6:2, 6:1       |
| 2014 | Donna Vekić        | Dominika Cibulková    | 5:7, 7:5, 7:6(4)    |
| 2013 | Karolína Plíšková  | Bethanie Mattek-Sands | 1:6, 7:5, 6:3       |
| 2012 | Hsieh Su-wei       | Petra Martić          | 2:6, 7:5, 4:1 krecz |
| 2011 | Jelena Dokić       | Lucie Šafářová        | 2:6, 7:6(9), 6:4    |
| 2010 | Alisa Klejbanowa   | Jelena Diemientjewa   | 6:3, 6:2            |

### gra podwójna
| Rok  | Zwyciężczynie                         | Finalistki                            | Wynik                 |
| 2017 | Ashleigh Barty Casey Dellacqua        | Nicole Melichar Makoto Ninomiya       | 7:6(5), 6:3           |
| 2016 | Varatchaya Wongteanchai Yang Zhaoxuan | Liang Chen Wang Yafan                 | 4:6, 6:4, 10–7        |
| 2015 | Liang Chen Wang Yafan                 | Julija Bejhelzimer Olha Sawczuk       | 4:6, 6:3, 10–4        |
| 2014 | Tímea Babos Chan Hao-ching            | Chan Yung-jan Zheng Saisai            | 6:3, 6:4              |
| 2013 | Shūko Aoyama Chang Kai-chen           | Janette Husárová Zhang Shuai          | 6:7(4), 7:6(4), 14–12 |
| 2012 | Chang Kai-chen Chuang Chia-jung       | Chan Hao-ching Rika Fujiwara          | 7:5, 6:4              |
| 2011 | Dinara Safina Galina Woskobojewa      | Noppawan Lertcheewakarn Jessica Moore | 7:5, 2:6, 10–5        |
| 2010 | Zheng Jie Chan Yung-jan               | Anastasija Rodionowa Arina Rodionowa  | 6:7(4), 6:2, 10–7     |